# Partovia
Partovia (llamada oficialmente Santiago de Partovia) es una parroquia y un lugar español del municipio de Carballino, en la provincia de Orense, Galicia.

## Organización territorial
La parroquia está formada por diez entidades de población:

### Entidades de población
Entidades de población que forman parte de la parroquia:
- Aguisar
- Covelo (O Covelo)
- Las Caldas (As Caldas)
- Montegrande
- Partovia
- Penedo (O Penedo)
- Porto de Yeguas (Porto de Eguas)
- Refojo (Refoxo)
- Varille

### Despoblado
Despoblado que forma parte de la parroquia:
- Sona

## Demografía

### Parroquia
| Gráfica de evolución demográfica de Partovia (parroquia) entre 2000 y 2022 |
|                                                                            |
| Datos según el nomenclátor publicado por el INE.                           |

### Lugar
| Gráfica de evolución demográfica de Partovia (lugar) entre 2000 y 2022 |
|                                                                        |
| Datos según el nomenclátor publicado por el INE.                       |